# Послуга за послугу
«Послуга за послугу» (англ. Quid Pro Quo) — американський трилер режисера Карлоса Брукса з Ніком Сталом та Вірою Фарміґою у головних ролях. Фільм був представлений на фестивалі «Санденс» у 2008 році.

## Сюжет
Айзек працює радіо-репортером в Нью-Йорку. Коли йому було вісім років, його мати і батько загинули в автомобільній катастрофі, а сам він залишився назавжди прикованим до інвалідного крісла. Не так давно він отримав повідомлення, підписане ніком «Стародавня китайська дівчинка», в якому його повідомляли що є випадки коли цілком здорові люди підкуповують докторів, що б ті зробили їм ампутацію кінцівок. Розслідуючи дану інформацію Айзек стикається з Фіоною, яка вводить його в товариство, об'єднане збоченим бажанням стати інвалідами.

## Уролях
- Нік Стал — Айзек Кнотт
- Рейчел Меттьюс Блек — Джаніс Маслвайт
- Віра Фарміґа — Фіона
- Джейкоб Піттс — Г'ю
- Ешлі Аткінсон — Кенді
- Джеймс Фрейн — отець Дейв
- Ділан Бруно — Скотт